# Haut Sex
Haut Sex är en bergstopp i Schweiz.   Den ligger i distriktet Monthey och kantonen Valais, i den sydvästra delen av landet, 90 km sydväst om huvudstaden Bern. Toppen på Haut Sex är 1 961 meter över havet, eller 232 meter över den omgivande terrängen. Bredden vid basen är 1,8 km.
Terrängen runt Haut Sex är bergig österut, men västerut är den kuperad. Runt Haut Sex är det ganska tätbefolkat, med 96 invånare per kvadratkilometer..  
I omgivningarna runt Haut Sex växer i huvudsak blandskog.